# Priscilla Campos
Priscilla Campos Bastos (Niterói, 21 de novembro de 1991) é uma atriz e cantora brasileira, atuante no segmento sertanejo.

## Biografia
Ficou famosa no programa infantil do Canal Futura, Teca na TV. Ela interpretava a protagonista Teca, uma menina criativa e esperta. Em 2002, no período de reprises de alguns episódios de Teca na TV, foi convidada por Walcyr Carrasco a fazer uma pequena participação no seriado infantil da Rede Globo, Sítio do Pica-pau Amarelo, em que viveu na pele da pequena Bruxinha Lua Cheia. Com o sucesso do programa Teca na TV, em 2003, retorna ao Canal Futura para gravar uma nova temporada. Os episódios foram reprisados ao longo do ano e em 2004 gravou sua última temporada como Teca. Em 2005, ela fez uma pequena participação em Floribella da Band como a personagem Luli. No cinema a atriz esteve em Gatão de meia idade, no curta-metragem Nada Vale e protagonizou o filme Uma Patricinha de Caráter.
Entre a adolescência e o início da fase adulta, encarou um hiato artístico, apresentando-se apenas em igrejas. Em 2016, volta ao meio artístico, atuando como cantora de música sertaneja. Faz até três shows por noite, apresentando-se em todo o estado do Rio de Janeiro. Também criou um canal no Youtube, dedicado a covers de sucessos de grandes artistas, como Luan Santana e Marília Mendonça. Em 2017, apresenta sua primeira música autoral ao grande público, "Eu Mereço Mais".

## Filmografia

### Televisão
| Ano       | Título                    | Personagem         | Notas                                             | Emissora   |
| --------- | ------------------------- | ------------------ | ------------------------------------------------- | ---------- |
| 1999      | Malhação                  | Fernanda           | Temporada 5                                       | Rede Globo |
| 2001-2004 | Teca na TV                | Teca               | Temporadas 2--3                                   | Futura     |
| 2002      | Sítio do Pica-pau Amarelo | Bruxinha Lua Cheia | Episódio: Bruxa Mãe, Bruxa Filha                  | Rede Globo |
| 2005      | Floribella                | Luli (Luana Lima)  | Participação especial                             | Band       |
| 2008      | Zorra Total               | Estudante          | Participação especial (Quadro: Pedrão e Jorginho) | Rede Globo |

### Cinema
| Ano  | Título                    | Personagem     | Notas          |
| ---- | ------------------------- | -------------- | -------------- |
| 2006 | Gatão de meia idade       | Babi           |                |
| 2007 | Uma Patricinha de Caráter | Amanda Brandão |                |
| 2008 | Nada Vale                 | Lia Diniz      | Curta-metragem |

## Vida pessoal
Priscilla Campos se casou com o representante comercial Luan Bastos em 2015. O casal teve sua primeira filha, Maitê, em 2018.